# Pelagische aalscholver
De pelagische aalscholver ( Urile pelagicus synoniem: Phalacrocorax pelagicus) is een zeevogel uit de familie Phalacrocoracidae (aalscholvers).

## Verspreiding en leefgebied
Deze soort telt twee ondersoorten:
- U. p. pelagicus: de noordelijke Pacifische eilanden en kusten.
- U. p. resplendens: de Pacifische kust van zuidwestelijk Canada tot Mexico.